# Liga Nacional de Baloncesto 2011
La temporada 2011 de la Liga Nacional de Baloncesto fue la sexta temporada de la historia de la competición dominicana de baloncesto. La temporada regular contó con 80 partidos en general (20 cada equipo), esta comenzó el martes 12 de julio de 2011 y finalizó el domingo 4 de septiembre de 2011. Los playoffs iniciaron el martes 6 de septiembre de 2011 y terminaron el miércoles 28 de septiembre de 2011, cuando los Leones de Santo Domingo se proclamaron campeones nacionales al derrotar a los Cocolos de San Pedro de Macorís 4 partidos a 2 en las finales de la liga.

## Temporada regular
La temporada regular comenzó el martes 12 de julio de 2011 con un partido inaugural en cada circuito. En el circuito sureste, los Cañeros de La Romana recibieron a los Leones de Santo Domingo, y en el circuito norte, los Huracanes del Atlántico recibieron a los Reales de La Vega. La temporada regular finalizó el domingo 4 de septiembre de 2011.

### Clasificaciones
| Circuito Norte | Circuito Norte                     | Circuito Norte | Circuito Norte | Circuito Norte | Circuito Norte | Circuito Norte | Circuito Norte |
| Pos.           | Equipo                             | PJ             | G              | P              | %              | PD             | Pts            |
| -------------- | ---------------------------------- | -------------- | -------------- | -------------- | -------------- | -------------- | -------------- |
| 1              | Reales de La Vega                  | 20             | 14             | 6              | .700           | -              | 34             |
| 2              | Indios de San Francisco de Macorís | 20             | 10             | 10             | .500           | 4              | 30             |
| 3              | Huracanes del Atlántico            | 20             | 9              | 11             | .450           | 5              | 29             |
| 4              | Metros de Santiago                 | 20             | 9              | 11             | .450           | 5              | 29             |

| Circuito Sureste | Circuito Sureste                | Circuito Sureste | Circuito Sureste | Circuito Sureste | Circuito Sureste | Circuito Sureste | Circuito Sureste |
| Pos.             | Equipo                          | PJ               | G                | P                | %                | PD               | Pts              |
| ---------------- | ------------------------------- | ---------------- | ---------------- | ---------------- | ---------------- | ---------------- | ---------------- |
| 1                | Cocolos de San Pedro de Macorís | 20               | 13               | 7                | .650             | -                | 33               |
| 2                | Leones de Santo Domingo         | 20               | 13               | 7                | .650             | -                | 33               |
| 3                | Titanes del Distrito Nacional   | 20               | 9                | 11               | .450             | 4                | 29               |
| 4                | Cañeros del Este                | 20               | 3                | 17               | .150             | 10               | 23               |

|  | Clasificados a los Playoffs |

### Estadísticas individuales

#### Puntos
| Pos. | Jugador         | Equipo                             | Partidos | Puntos | Promedio |
| ---- | --------------- | ---------------------------------- | -------- | ------ | -------- |
| 1    | Juan Coronado   | Reales de La Vega                  | 19       | 405    | 21.3     |
| 2    | Tyron Thomas    | Indios de San Francisco de Macorís | 19       | 391    | 20.6     |
| 3    | James Maye      | Titanes del Distrito Nacional      | 15       | 290    | 19.3     |
| 4    | Alejandro Salas | Metros de Santiago                 | 18       | 345    | 19.2     |
| 5    | Kirk Snyder     | Reales de La Vega                  | 17       | 324    | 19.1     |

#### Rebotes
| Pos. | Jugador         | Equipo                             | Partidos | Rebotes | Promedio |
| ---- | --------------- | ---------------------------------- | -------- | ------- | -------- |
| 1    | Alexis Montas   | Cañeros del Este                   | 20       | 261     | 13.1     |
| 2    | Edward Santana  | Cañeros del Este                   | 19       | 205     | 10.8     |
| 3    | Alejandro Salas | Metros de Santiago                 | 18       | 170     | 9.4      |
| 4    | Iván Almonte    | Titanes del Distrito Nacional      | 14       | 123     | 8.8      |
| 5    | Eddie Elisma    | Indios de San Francisco de Macorís | 18       | 157     | 8.7      |

#### Asistencias
| Pos. | Jugador            | Equipo                             | Partidos | Asistencias | Promedio |
| ---- | ------------------ | ---------------------------------- | -------- | ----------- | -------- |
| 1    | Christian Dalmau   | Titanes del Distrito Nacional      | 12       | 76          | 6.3      |
| 2    | Ricardo Soliver    | Reales de La Vega                  | 12       | 68          | 5.7      |
| 3    | Richard Ortega     | Indios de San Francisco de Macorís | 18       | 98          | 5.4      |
| 4    | Walker Russell Jr. | Leones de Santo Domingo            | 14       | 76          | 5.4      |
| 5    | Alberto Ozuna      | Cocolos de San Pedro de Macorís    | 20       | 87          | 4.4      |

#### Robos
| Pos. | Jugador        | Equipo                             | Partidos | Robos | Promedio |
| ---- | -------------- | ---------------------------------- | -------- | ----- | -------- |
| 1    | Juan Coronado  | Reales de La Vega                  | 19       | 44    | 2.3      |
| 2    | Courtney Fells | Metros de Santiago                 | 18       | 36    | 2.0      |
| 3    | Carlos Morban  | Huracanes del Atlántico            | 19       | 33    | 1.7      |
| 4    | Richard Ortega | Indios de San Francisco de Macorís | 18       | 28    | 1.6      |
| 5    | Tyron Thomas   | Indios de San Francisco de Macorís | 19       | 27    | 1.4      |

#### Tapones
| Pos. | Jugador          | Equipo                             | Partidos | Tapones | Promedio |
| ---- | ---------------- | ---------------------------------- | -------- | ------- | -------- |
| 1    | Scott VanderMeer | Leones de Santo Domingo            | 9        | 31      | 3.4      |
| 2    | Eddie Elisma     | Indios de San Francisco de Macorís | 18       | 30      | 1.7      |
| 3    | Alexis Montas    | Cañeros del Este                   | 20       | 32      | 1.6      |
| 4    | Edward Santana   | Cañeros del Este                   | 19       | 26      | 1.4      |
| 5    | Carlos Paniagua  | Reales de La Vega                  | 17       | 22      | 1.3      |

#### Porcentaje de tiros de campo
| Pos. | Jugador         | Equipo                             | Partidos | TCA | TCI | Porcentaje |
| ---- | --------------- | ---------------------------------- | -------- | --- | --- | ---------- |
| 1    | Edward Santana  | Cañeros del Este                   | 19       | 108 | 178 | 60.67%     |
| 2    | Evan Brock      | Cocolos de San Pedro de Macorís    | 20       | 119 | 203 | 58.62%     |
| 3    | Alejandro Salas | Metros de Santiago                 | 18       | 136 | 248 | 54.84%     |
| 4    | Tyron Thomas    | Indios de San Francisco de Macorís | 19       | 158 | 290 | 54.48%     |
| 5    | Alexis Montas   | Cañeros del Este                   | 20       | 105 | 197 | 53.30%     |

#### Porcentaje de triples
| Pos. | Jugador            | Equipo                             | Partidos | 3PA | 3PI | Porcentaje |
| ---- | ------------------ | ---------------------------------- | -------- | --- | --- | ---------- |
| 1    | James Maye         | Titanes del Distrito Nacional      | 15       | 49  | 100 | 49.00%     |
| 2    | Walker Russell Jr. | Leones de Santo Domingo            | 14       | 28  | 65  | 43.08%     |
| 3    | Eddie Basden       | Cocolos de San Pedro de Macorís    | 20       | 34  | 84  | 40.48%     |
| 4    | Richard Ortega     | Indios de San Francisco de Macorís | 18       | 35  | 91  | 38.46%     |
| 5    | Juan Coronado      | Reales de La Vega                  | 19       | 40  | 107 | 37.38%     |

#### Porcentaje de tiros libres
| Pos. | Jugador            | Equipo                          | Partidos | TLA | TLI | Porcentaje |
| ---- | ------------------ | ------------------------------- | -------- | --- | --- | ---------- |
| 1    | James Maye         | Titanes del Distrito Nacional   | 15       | 47  | 55  | 85.45%     |
| 2    | Eddie Basden       | Cocolos de San Pedro de Macorís | 20       | 54  | 65  | 83.08%     |
| 3    | Walker Russell Jr. | Leones de Santo Domingo         | 14       | 50  | 61  | 81.97%     |
| 4    | Alejandro Salas    | Metros de Santiago              | 18       | 70  | 89  | 78.65%     |
| 5    | Juan Coronado      | Reales de La Vega               | 19       | 73  | 95  | 76.84%     |

### Premios
En esta temporada, las distinciones fueron elegidas por circuito.

#### Circuito Norte
- Jugador Más Valioso:[3][4]

-  Juan Coronado, Reales de La Vega

- Jugador Defensivo del Año:[3][4]

-  Eddie Elisma, Indios de San Francisco de Macorís

- Mejor Sexto Hombre del Año:[3][4]

-  Víctor Liz, Metros de Santiago

- Novato del Año:[3][4]

-  Rafael Martínez, Indios de San Francisco de Macorís

- Dirigente del Año:[3][4]

-  Nelson Ureña, Reales de La Vega

- Equipo Todos Estrellas:[3][4]

-  Richard Ortega, Indios de San Francisco de Macorís
-  Juan Coronado, Reales de La Vega
-  Tyron Thomas, Indios de San Francisco de Macorís
-  Courtney Fells, Metros de Santiago
-  Alejandro Salas, Metros de Santiago

#### Circuito Sureste
- Jugador Más Valioso:[3][4]

-  Eddie Basden, Cocolos de San Pedro de Macorís

- Jugador Defensivo del Año:[3][4]

-  Alexis Montas, Cañeros del Este

- Mejor Sexto Hombre del Año:[3][4]

-  Giancarlos Acosta, Cocolos de San Pedro de Macorís

- Novato del Año:[3][4]

-  Luis Guzmán, Leones de Santo Domingo

- Dirigente del Año:[3][4]

-  José Mercedes, Leones de Santo Domingo

- Equipo Todos Estrellas:[3][4]

-  Walker Russell Jr., Leones de Santo Domingo
-  Christian Dalmau, Titanes del Distrito Nacional
-  Eddie Basden, Cocolos de San Pedro de Macorís
-  Edward Santana, Cañeros del Este
-  Alexis Montas, Cañeros del Este

## Playoffs
|  | Semifinales | Semifinales                        | Semifinales |                                 |    | Serie Final             | Serie Final | Serie Final |  |
|  | Mejor de 5  | Mejor de 5                         | Mejor de 5  |                                 |    | Mejor de 7              | Mejor de 7  | Mejor de 7  |  |
|  |             |                                    |             |                                 |    |                         |             |             |  |
|  |             |                                    |             |                                 |    |                         |             |             |  |
|  | N1          | Reales de La Vega                  | 1           |                                 |    |                         |             |             |  |
|  | N1          | Reales de La Vega                  | 1           |                                 |    |                         |             |             |  |
|  | S2          | Leones de Santo Domingo            | 3           |                                 |    |                         |             |             |  |
|  | S2          | Leones de Santo Domingo            | 3           |                                 | S2 | Leones de Santo Domingo | 4           |             |  |
|  |             |                                    |             |                                 | S2 | Leones de Santo Domingo | 4           |             |  |
|  |             |                                    | S1          | Cocolos de San Pedro de Macorís | 2  |                         |             |             |  |
|  | S1          | Cocolos de San Pedro de Macorís    | S1          | Cocolos de San Pedro de Macorís | 2  | 3                       |             |             |  |
|  | S1          | Cocolos de San Pedro de Macorís    |             |                                 |    | 3                       |             |             |  |
|  | N2          | Indios de San Francisco de Macorís | 1           |                                 |    |                         |             |             |  |
|  | N2          | Indios de San Francisco de Macorís | 1           |                                 |    |                         |             |             |  |
|  |             |                                    |             |                                 |    |                         |             |             |  |

- N = Circuito Norte
- S = Circuito Sureste

Nota: Debido a la estructura de los playoffs de este año, dos equipos del circuito sureste se enfrentaron en las finales de la liga

## Campeón
| Campeón de la Liga Nacional de Baloncesto 2011 |
| ---------------------------------------------- |
| Leones de Santo Domingo Primer título          |

| Jugador Más Valioso de la Serie Final |
| ------------------------------------- |
| Eulis Báez, Leones de Santo Domingo   |